# Chimonocalamus dumosus
Chimonocalamus dumosus är en gräsart som beskrevs av Chi Ju Hsueh och Tong Pei Yi. Chimonocalamus dumosus ingår i släktet Chimonocalamus och familjen gräs. Inga underarter finns listade i Catalogue of Life.